# Populares
Populari (latinski: populares, jednina popularis, doslovno "narodni ljudi" ili "narodnjaci") je naziv za reformatorsku, odnosno populističku frakciju u Senatu i/li među vodećim političarima Rimske Republike od sredine 2. st. pr. Kr do sredine 1. st. pr. Kr. Za nju je bilo karakteristično da je nastojala da se težište vlasti u Republici sa Senata, kojim je dominirala aristokracija, prebaci na rimske skupštine, kojima su dominirali plebejci, odnosno običan narod. Populari su, pak, naklonost plebsa nastojali steći kroz agrarnu reformu, ograničavanje korištenja robova, mjere socijalne pomoći za siromašne građane, odnosno proširenje rimskog državljanstva na pojedince i zajednice iz Italije i provincija.
Zbog svega toga se za populare u suvremenoj literaturi ponekad koristi i izraz demokrati, a neka tumačenja ih nazivaju prvom socijalističkom političkom strankom u povijesti. Iako su se borili za interese nižeg i srednjeg sloja, mnogi vođe populara su dolazili od rimskog plemstva, odnosno patricija.
Glavni suparnik populara su bili konzervativni optimati, a njihovne međusobne borbe, koje se počinju bilježiti od 130-ih godina pr. Kr. su od doba braće Grakho eskalirale u endemsko političko nasilje, pa i građanske ratove. Populari su pod Gajem Marijem 80-ih pr. Kr. preuzeli vlast u Rimu, ali je nakon Marijeve smrti slijedila krvava optimatska reakcija pod Sulom. Najuspješnijim popularskim vođom se pokazao Julije Cezar, koji je sredinom 40-ih pr. Kr. u građanskom ratu skršio optimatski otpor i uspostavio osobnu diktaturu tijekom koje je provodio opsežne popularske reforme. Cezarovski režim se održao i nakon njegove smrti zahvaljujući Drugom trijumviratu, ali su uspostavom novog carskog poretka populari kao politička stranka jednostavno prestali postojati.